# Нільтава суматранська
Нільтава суматранська (Niltava sumatrana) — вид горобцеподібних птахів родини мухоловкових (Muscicapidae). Мешкає в горах Індонезії та Малайзії.

## Поширення і екологія
Суматранські нільтаві мешкають на півдні Малайського півострова та на Суматрі. Вони живуть у вологих гірських тропічних лісах. Зустрічаються на висоті від 1000 до 3000 м над рівнем моря.